# Katedrála Svaté Panny
Katedrála svaté Panny, známá také jako Radost všech kdo strádají, je pravoslavná katedrála v okrese Richmond v San Franciscu. Je největší ze šesti katedrál Ruské pravoslavné církve v zahraničí, která má více než 400 farností po celém světě a je součástí společenství pravoslavných církví. Katedrála diecéze San Francisco a západní Ameriky je sídelním chrámem biskupa sanfranciského a západoamerického.

## Historie
Ruské osídlení v Kalifornii začalo ve Fort Ross v roce 1812. Původní sanfranciská farnost ruské pravoslavné církve mimo Rusko byla založena 2. června 1927.  Dřívější Katedrála Svaté Panny se nacházela na 858-64 Fulton Street mezi ulicemi Fillmore a Webster. Tato budova je stále existující a dne 3. května 1970 byla označena jako orientační bod San Francisca.
Současná katedrála na 6219 Geary Boulevard v okrese Richmond byla založena biskupem Janem (později kanonizovaným svatým Janem ze Šanghaje a San Francisca, narozeným jako Michailem Maximovičem). Čtvrť je známá svými ruskými restauracemi a obchody a „nejviditelnější ruskou přítomností je nádherná katedrála Svaté Panny“.
K položení základního kamene došlo 25. června 1961,  stavba byla dokončena v roce 1965,  a katedrála byla vysvěcena 31. ledna 1977.  Biskup Jan, který zemřel v roce 1966, je pohřben v katedrále a ještě před svou kanonizací v roce 1994 byl věřícími ctěn jako světec.

## Architektura
Katedrála byla navržena Olegem N. Ivanitskym a má pět cibulových kupolí pokrytých 24karátovým zlatem . „Neuvěřitelnou krásu“ interiéru, který je „lemován ikonami, náboženskými malbami a mozaikami a osvětlen objemným lustrem“, může vidět jen ten, kdo navštěvuje bohoslužby a chodí na návštěvní dny.
Mozaikové práce na vnější straně budovy provedl Alfonso Pardiñas ve stylu Byzantských mozaik.

## Klérus
Rektorem katedrály je Kyrill (Dmitrieff), arcibiskup San Francisca a západní Ameriky. Arcibiskup je rodák ze San Francisca a absolvent University of San Francisco. Katedrála provozuje školu K–12, Pravoslavnou akademii svatého Jana ze San Francisca, stejně jako knihkupectví a ubytování pro seniory.

## Galerie

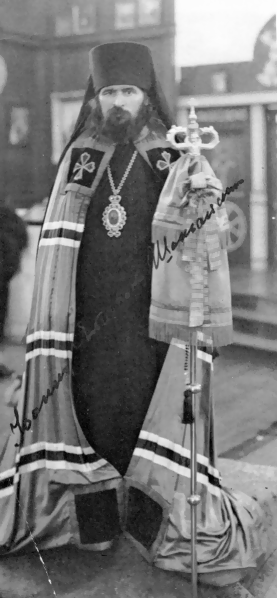
Biskup Jan, později svatořečený, zakladatel katedrály
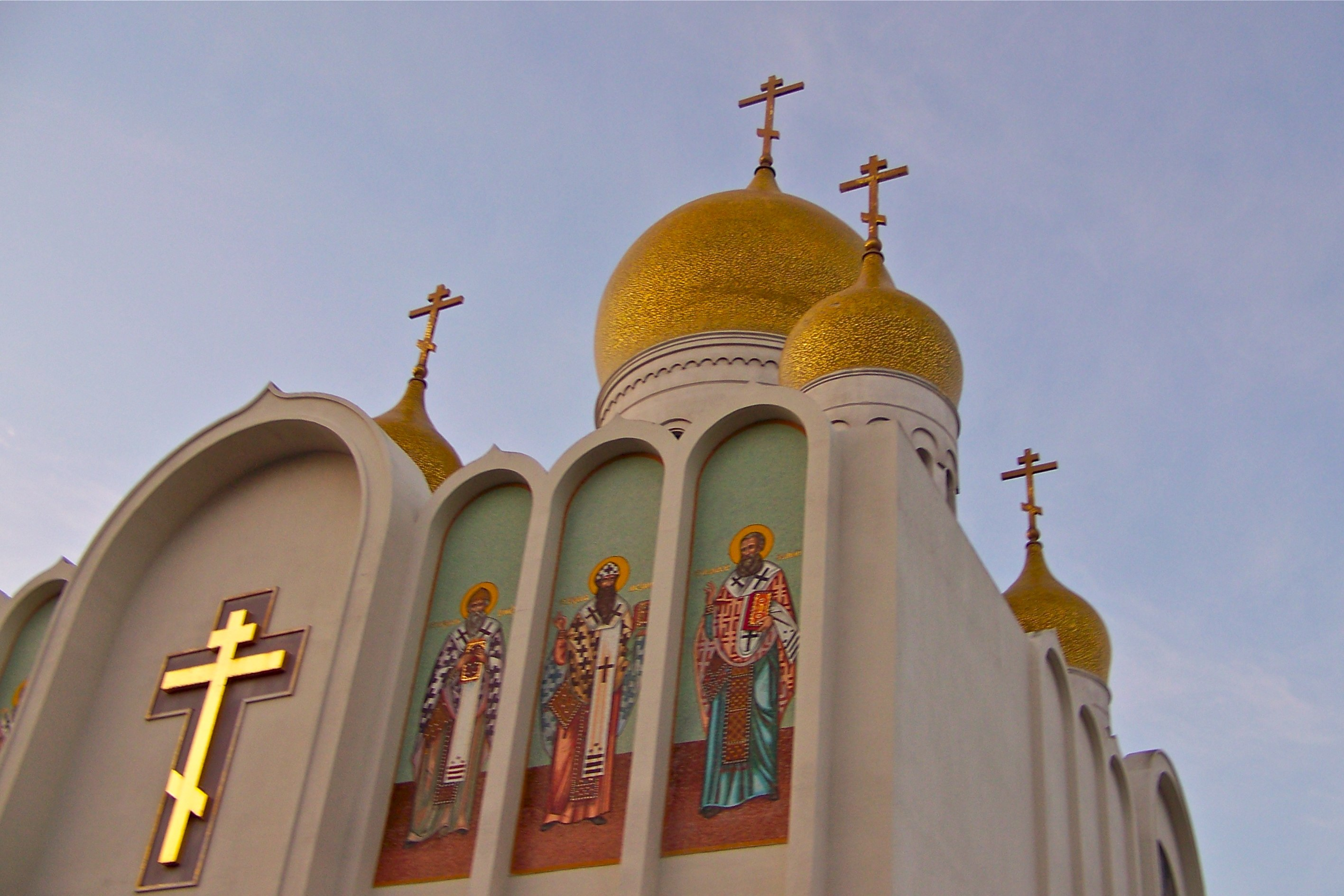
Zlatý kříž a ikony světců na průčelí katedrály
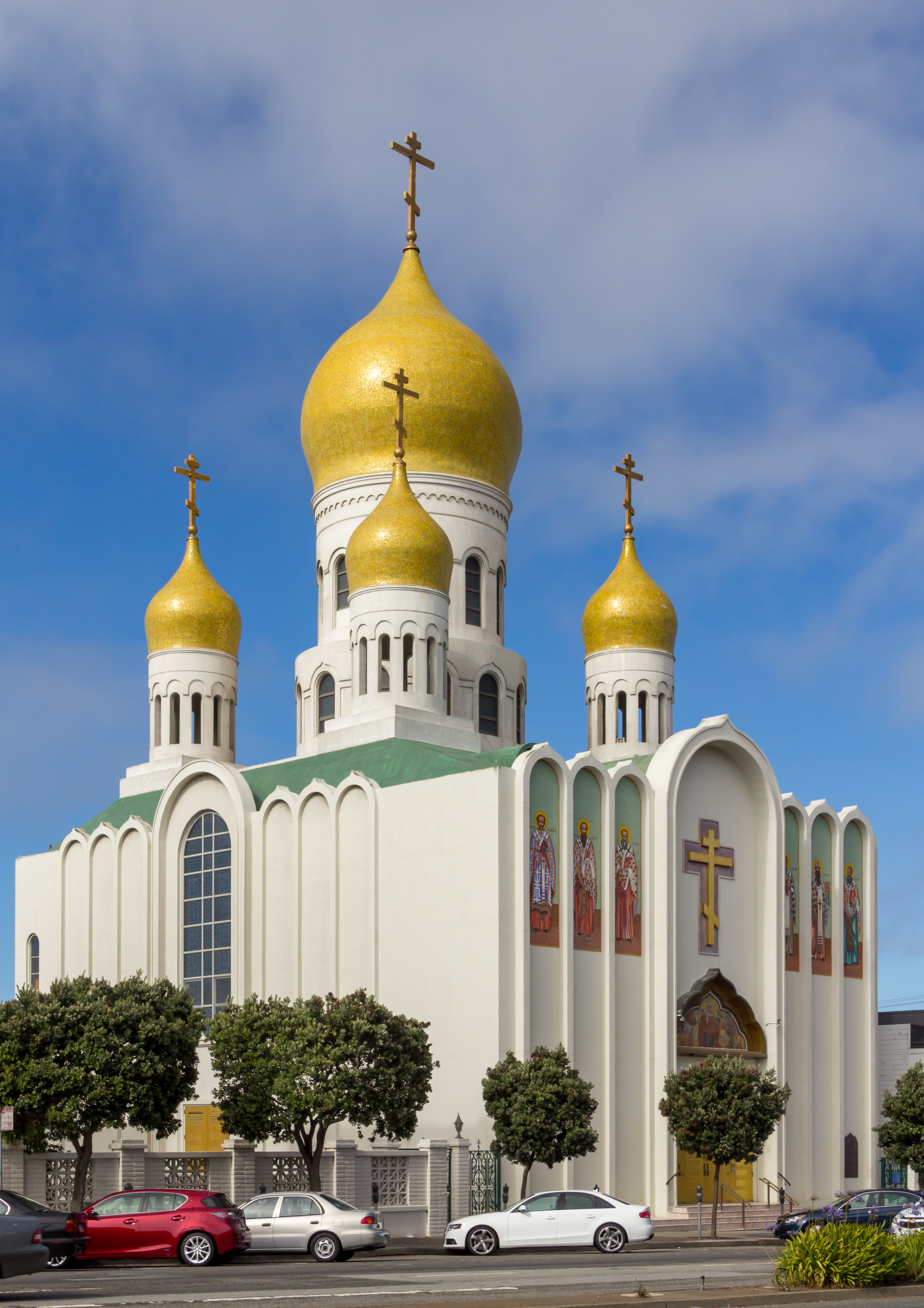
Katedrála Svaté Panny
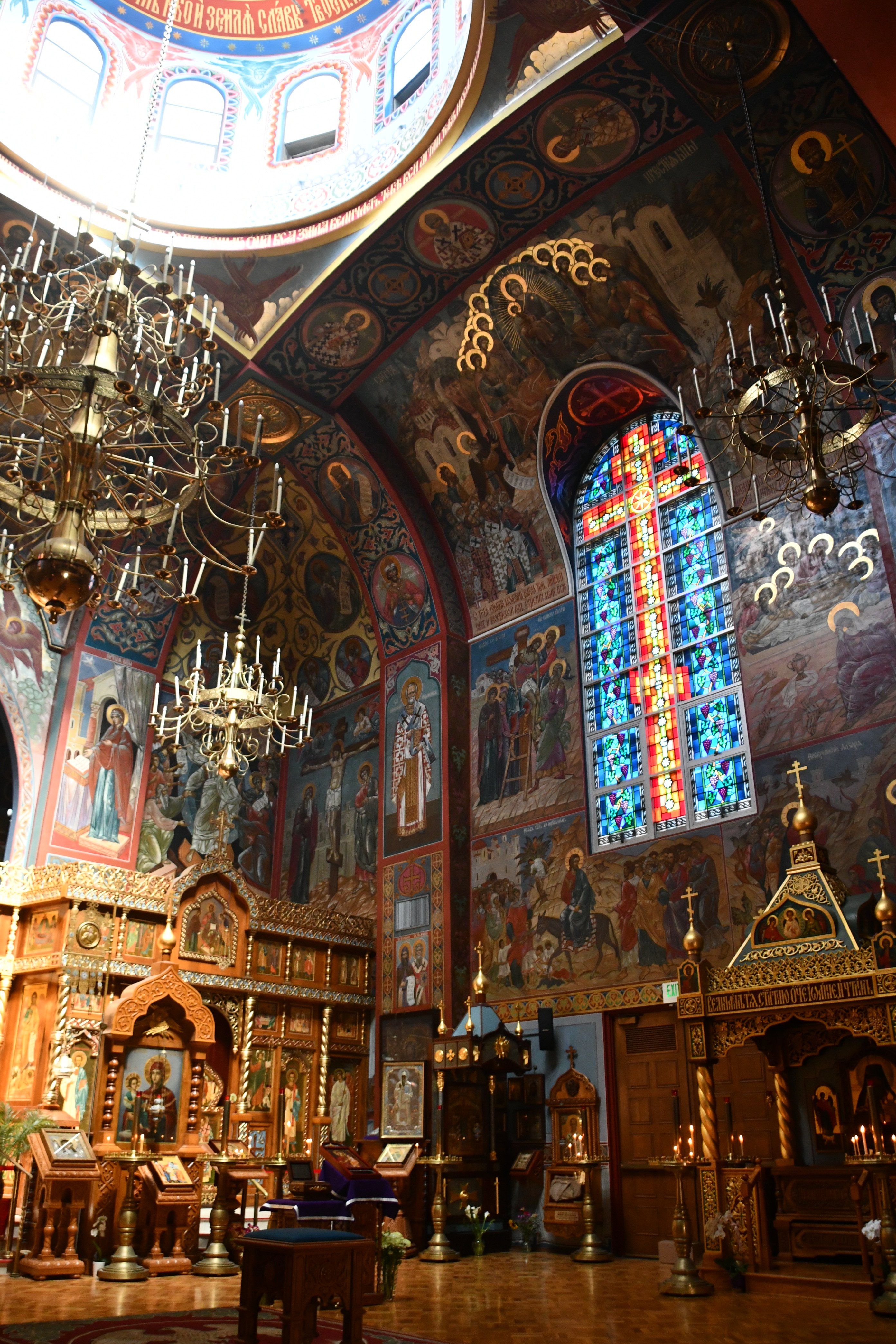
Bohatě zdobený interiér
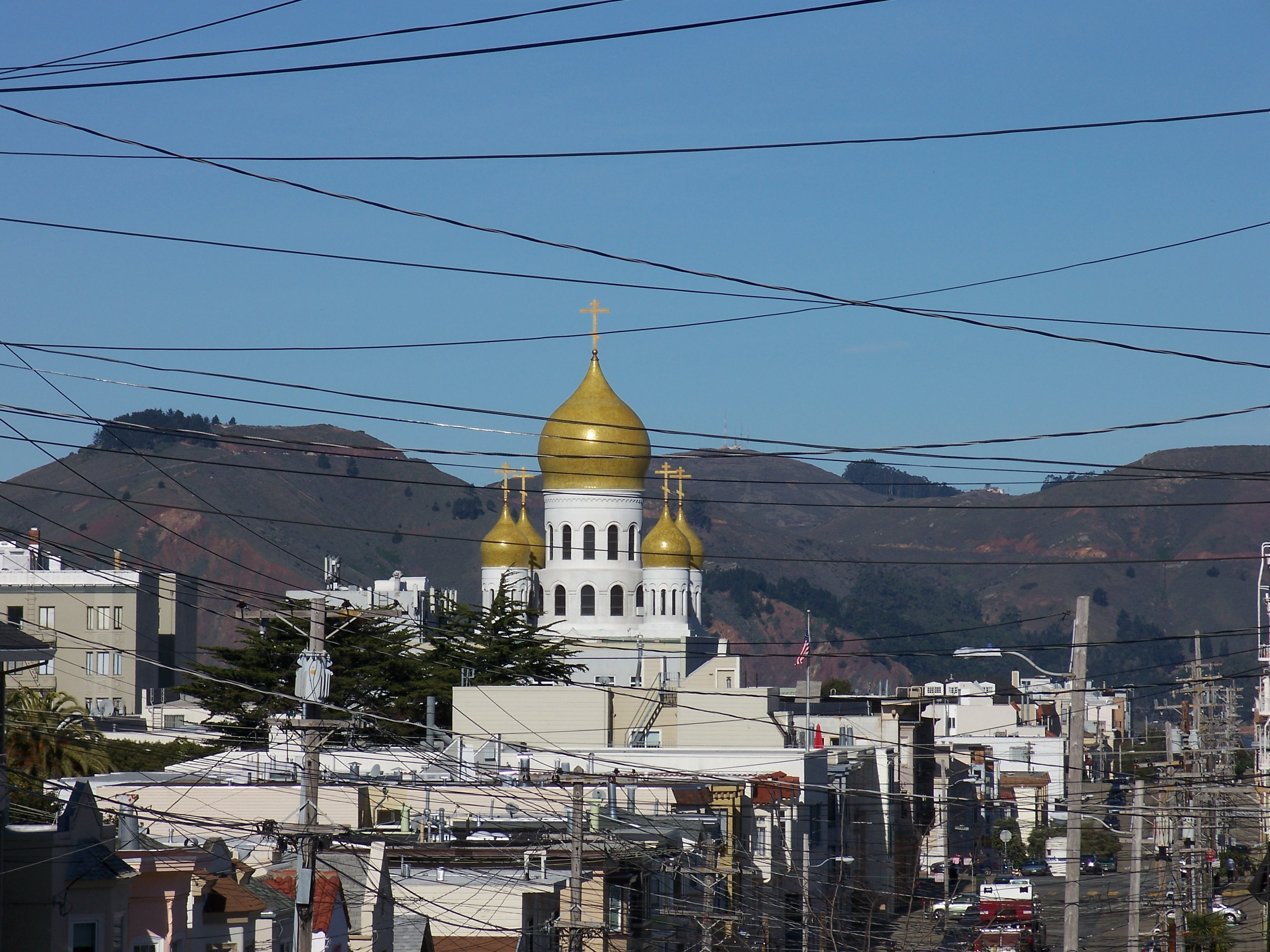
Katedrála Svaté Panny
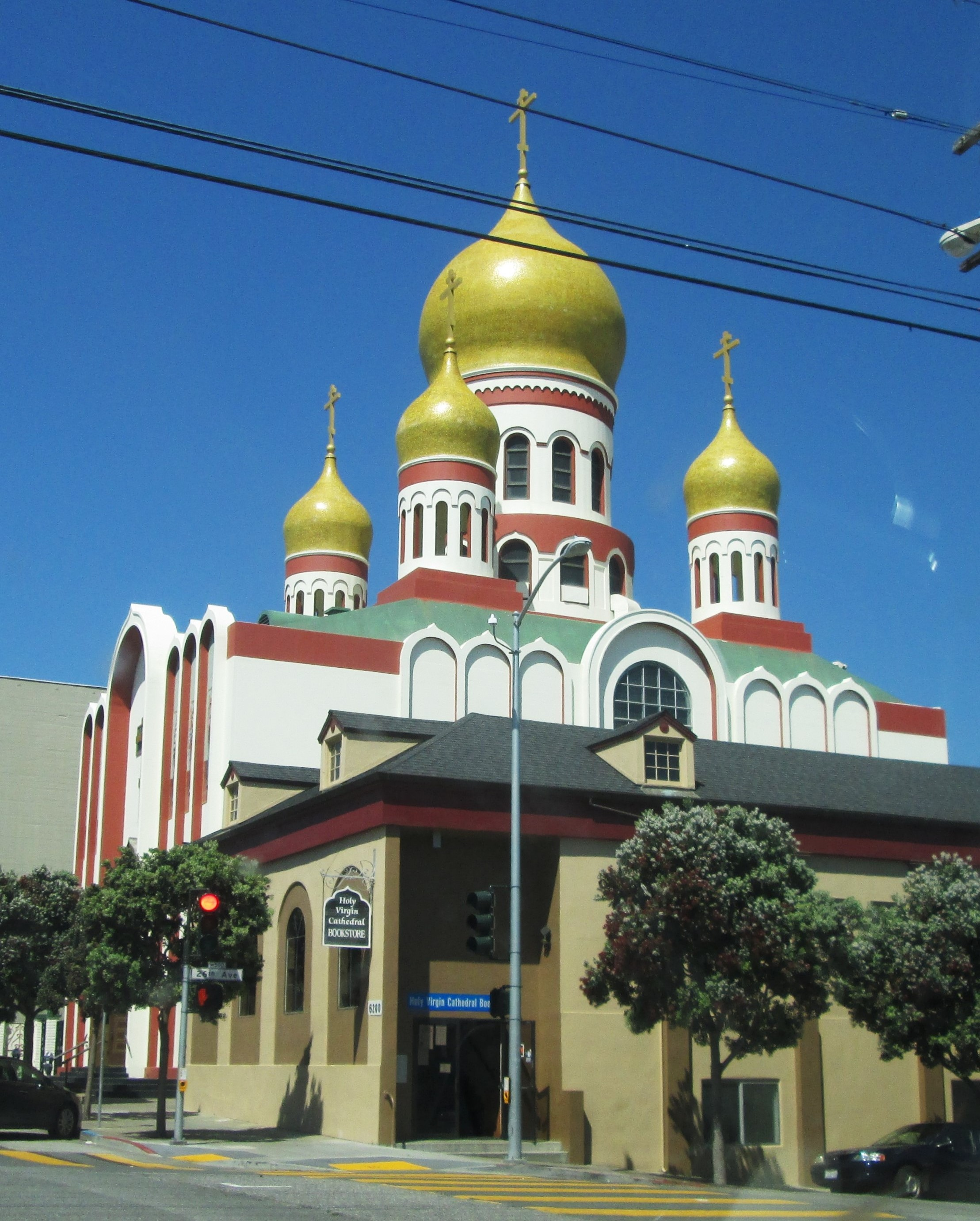
Katedrála Svaté Panny